# 料理

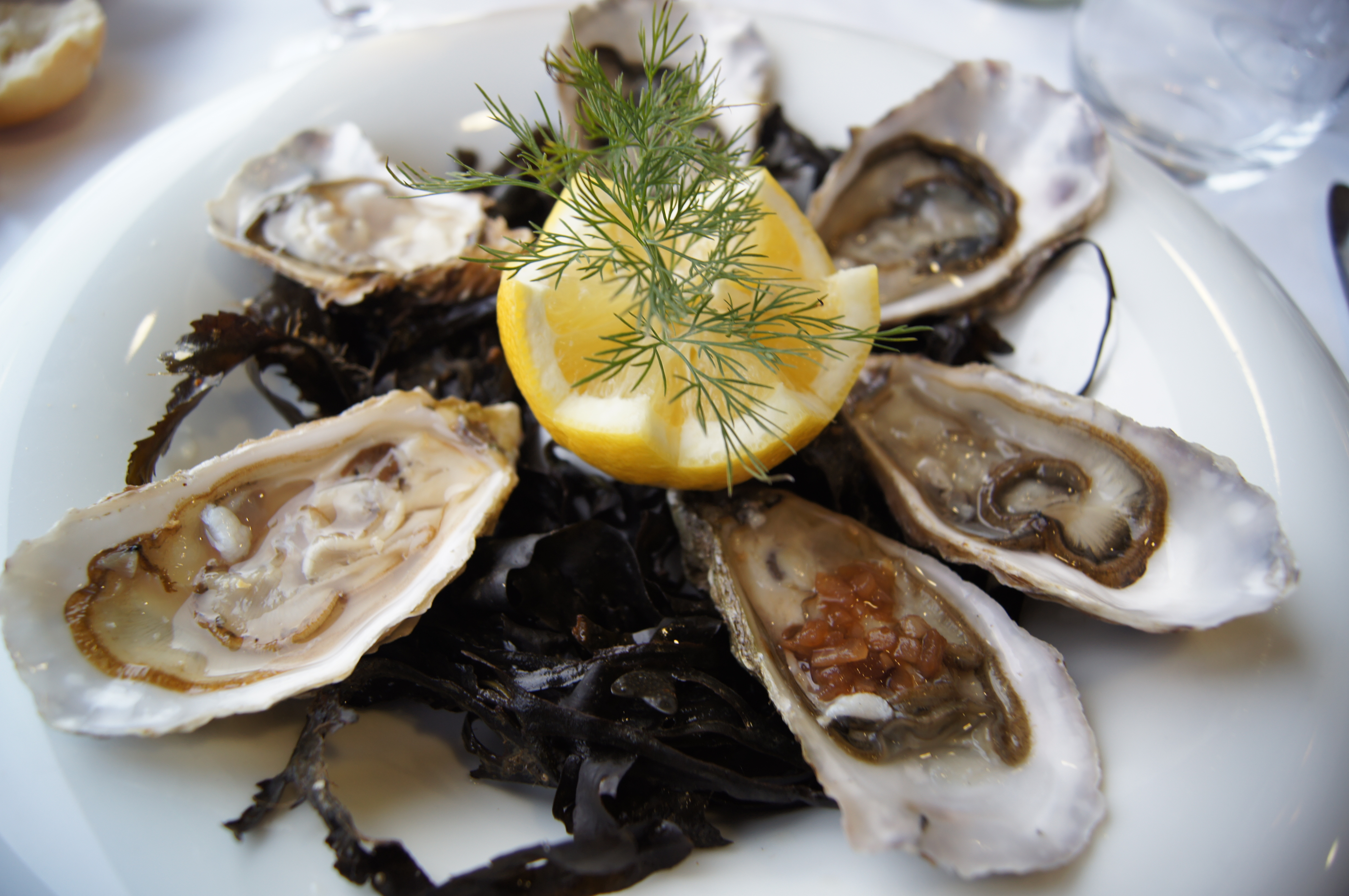
酢牡蠣

料理（りょうり）は、食物をこしらえることで同時にこしらえた結果である食品そのもの。調理ともいう。
すなわち、食材、調味料などを組み合わせて加工を行うこと、およびそれを行ったものの総称である。

## 概要

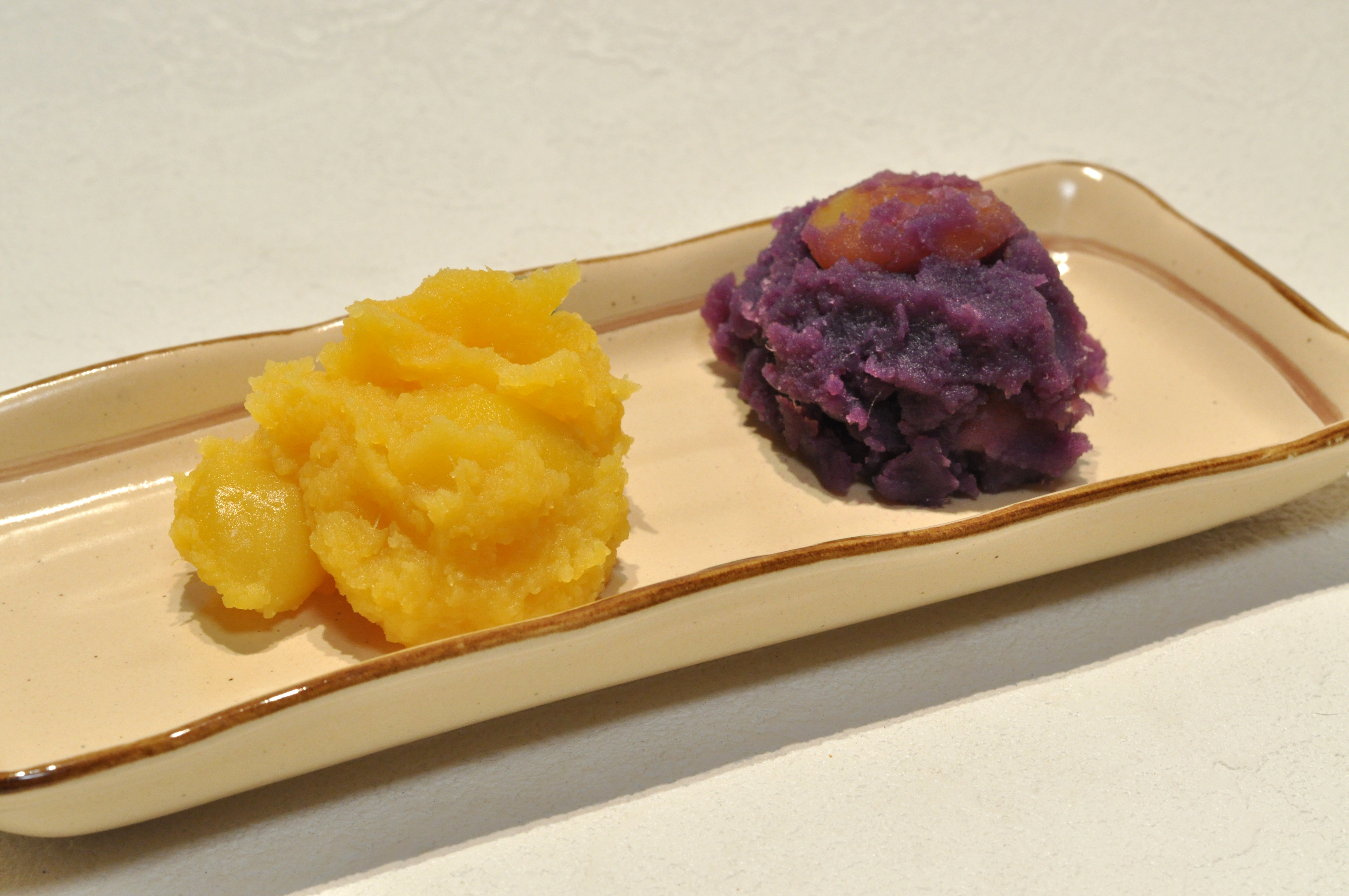
栗金団

料理は、民族、地域、時代などにより、使用する食材や道具などが大きく異なり、調理の仕方にも差がある。同一民族内の階層によって異なる料理が存在する例もある。特に君主や貴族などがある場合、特殊な料理が発達する例が多く、それらは宮廷料理などと呼ばれる。また、料理の種類も多様であり、地域や民族による調理や道具などとの関連、入手可能な調味料などの食材の差、気候との関連、あるいは宗教的等の制約によって異なる。一方で、遺跡である貝塚が全世界に分布することから推測されるように、牡蠣の殻を取り除き柑橘類を合わせた酢牡蠣のような料理が地域や時代において幅広く存在することもある。
料理と類似するものに菓子があり、多くの文化において料理とは別のものと考えられている。主に食事として食べるためのものか、間食として食べるためのものかの違いによる。例えば、クリ属は自然に分布していて秋の季語でもあり、旬の栗拾いや栗名月をへて備蓄し、この栗の実の皮をむき煮た栗金団という食品は、正月に用いれば御節料理となるし、菓子となることもある。
食品や食材などの加工には加熱、発酵、冷却、撹拌など様々なものがある。この加工の過程は「調理」というが、区別されず「料理する」と呼ばれることもある。加工のうち、特に加熱されたものを「料理」とし、加熱されていないものを「生」（なま）と呼んで対照する場合もある。
料理の定義は曖昧であり、「加熱処理(焼く、炒める、揚げる、茹でる、煮る、蒸す、炊くなど)の施されている食品」のみを「料理」と呼ぶ場合や、前述の調理法を使う物に加え「生ではあるが、なんらかの処理（切る、種を取る、骨を抜くなど）を施した食品」、「冷やした食品及び冷やし固めた食品」も料理と言われることがある。
学校の家庭科の授業及び、家庭科の教科書では、「加熱処理や和えるなどの工程を経た食品」及び、その行為自体が料理と定義されている
ただし、いずれの調理過程を経ているとしても、「茹で卵」「目玉焼き」などの簡単に作れる物、「即席麺（インスタント麺、乾麺、カップ麺）」「冷凍食品」などの類は料理に含まれないことが多い。また、住んでいる地域によっても考え方が変わる。具体的には「刺身は日本では料理として認知されているものの、刺身を食べない国では料理として認知されていない」などである。

## 料理の方法

### 洗浄
食材についている土やほこりなどの汚れを洗浄する。

### 選別と成型

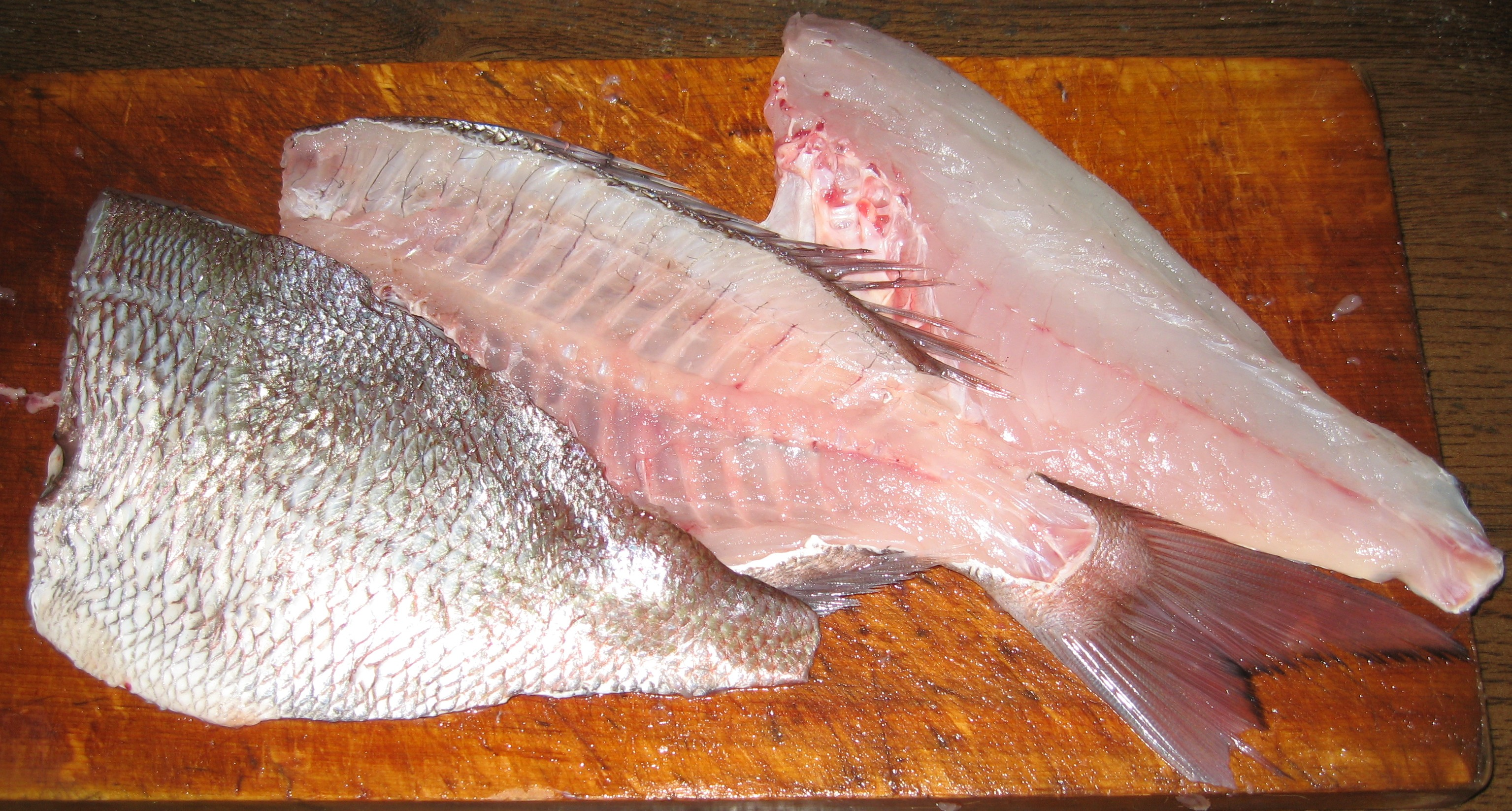
魚を身と骨とに切り分けたもの

食材をナイフ・包丁などで切り、可食部を取り出したり、用途の違いにより選別を行う。食べやすい大きさに切ったり、形を整え食感に統一感を与えたり、視覚的な美しさのための成型も併せて行う。切る以外に「おろす」（すりおろす）、叩くなどの方法もある。
野菜
皮を剥いたり、葉・実（果実）・茎・根などを分けたりして、食べられる部位をさらに成型する。
魚
骨・内臓などを取り除き、身（肉）の部分を切り分ける。日本料理では三枚おろしが一般的である。魚ごとの性質や、次に焼くのか煮るのか、といったことに応じて、それに適した形に切っていく。刺身は、包丁だけで料理が完結し、包丁の切れ具合や「包丁さばき」によって食感、味が大きく異なるとされる。
肉
適切な大きさ・形に切る。ミートハンマー（肉たたき）でたたき、柔らかくする。あるいはミンサー（挽肉）で挽き肉にする。ひき肉はしばしばボール状や平たくまとめ、後で焼いたり揚げたりする手順へすすむ。
穀物
粉砕する場合もあり、これは多くの場合料理以前にまとめて行われる。これは「擂る」と言うが、これによってできた粉末は練って固めて塊や麺の形で用いられる。この加工過程も料理に含まれる。

### 調味
味付けをすること。そのための素材を調味料という。食塩は多くの場合使われる。味付けは、基本的に下ごしらえの最中か直後に一度行われ、それ以降、加熱中などに味を確認し、必要がある場合は追加される。調味料を加えるタイミングや順番は重要で、間違えると目指す味にならない場合がある。

### 加熱

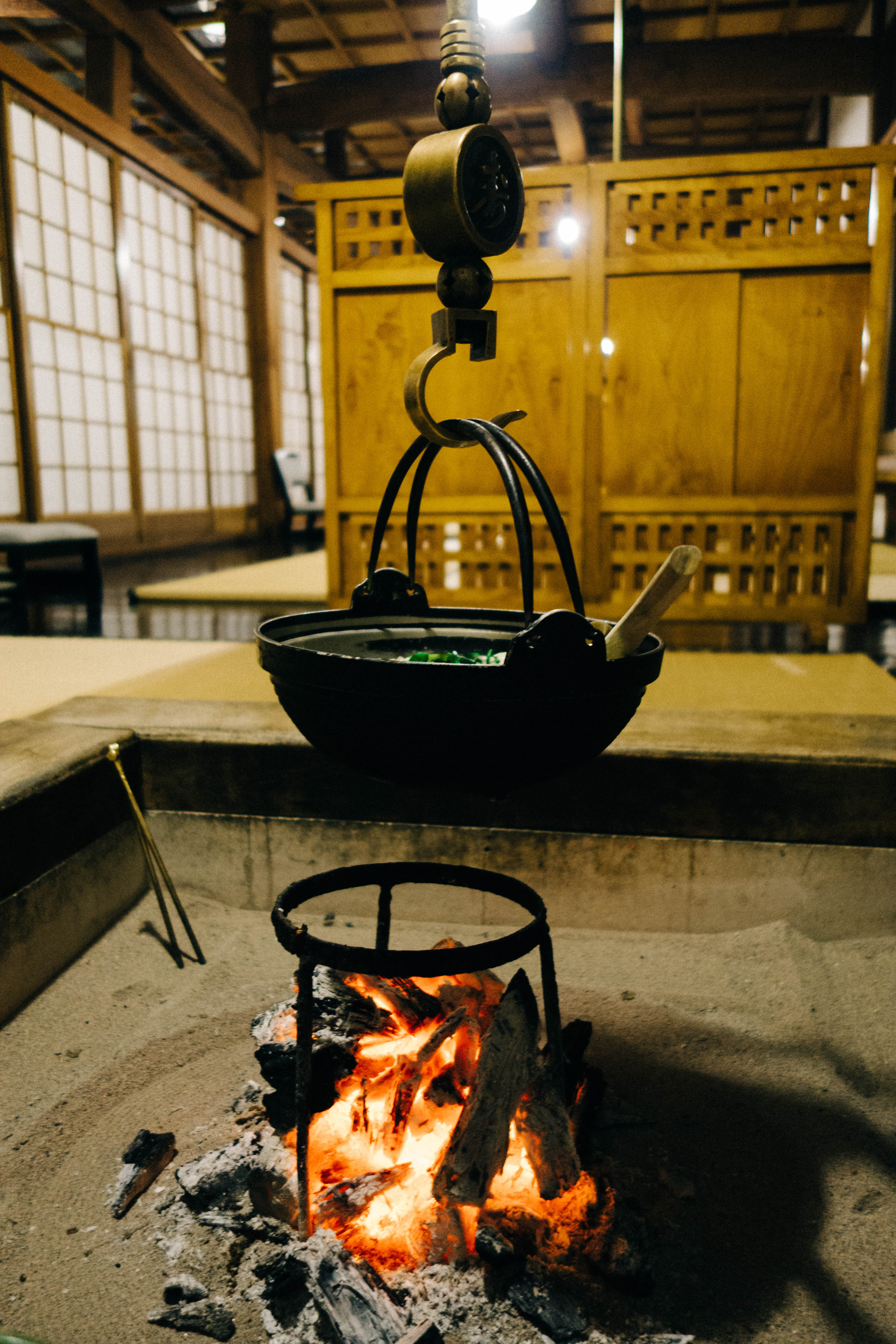
加熱に用いるいろり

多くの料理は加熱が行われる。加熱には、まず第一に、寄生虫や微生物を殺したり殺菌する、という重要な役割があり、食中毒防止、食の安全のために非常に大切な段階である（肉の中でも特に豚肉は生食は厳禁で、しっかりと加熱する必要があるということが世界各国で知られている）。食材を適切に加熱することで、たんぱく質やデンプン等々の栄養素や食物繊維等の質的な変化を適度におこし、固すぎる食材を適度に柔らかくしたりするなど食感を良くしたり、うまみや香ばしさを増すことができる。
加熱は火を使って行われるのが普通だが、直接に火にかけない例もある。以下のような方法がある。
- 焼く：食品を串に刺したり、網の上に置き、直接に火の熱を当てる直火焼きと、フライパン等の上で焼く間接焼きとがある[6]。
- 炒める：フライパン等に少量の油を使って食品を加熱する[1]。
- 揚げる：容器に多量の油を入れ、それに食品を浸して加熱する[1]。
- 煮る・茹でる・炊く：容器に多量の水と食品を入れ、その中で加熱する[1]。
- 蒸す：食品を容器に入れてその内部の高温の空気や水蒸気で加熱する[1]。

### 盛り付け
皿や椀、鉢などの食器に盛り付ける。食器を冷却や加熱することもある。

## 料理の提供形態

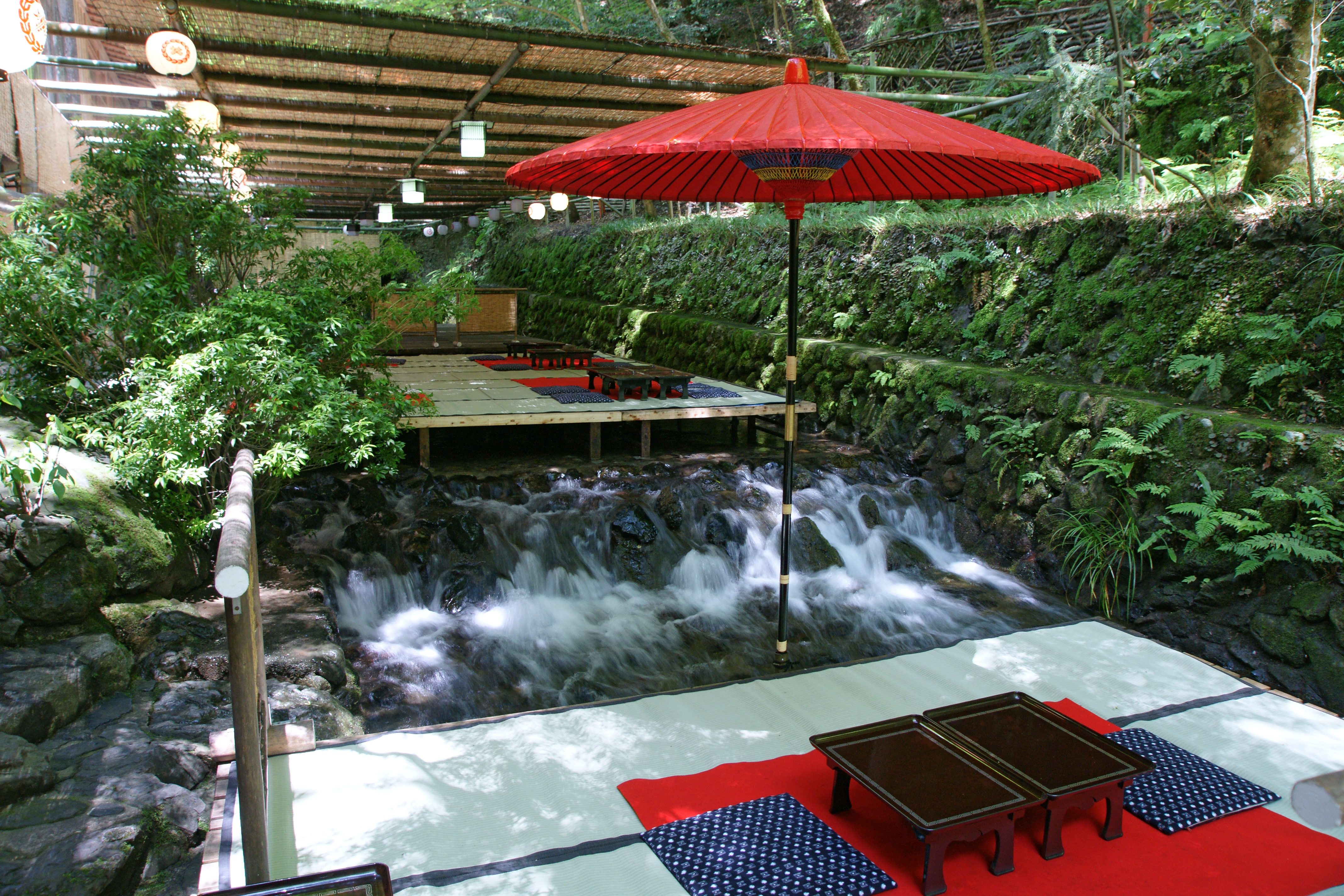
納涼床

料理は献立によって、一品料理のアラカルトと、定食と呼ばれるコース料理のメニュー (料理)とに分類される。お任せや食べ放題といった形態もある。移動するものや仮設のものとして、中食や出前や弁当、屋台やケータリングや納涼床などがある。食堂車や機内食、クルーズ客船や屋形船でも料理が提供される。家庭における料理や、自ら作った料理は、手料理や家庭料理と呼ばれる。食べる人や調理側の状態によっては、非常食、離乳食や流動食などが提供される。

## 地域別料理一覧

### 中東・アジア
- トルコ料理
- サウジアラビア料理
- イラク料理
- イラン料理
- アフガニスタン料理（英語版）
- オマーン料理
- イエメン料理
- カタール料理（英語版）
- シリア料理（英語版）
- バーレーン料理
- ヨルダン料理（英語版）
- パレスチナ料理（英語版）
- レバノン料理
- クウェート料理
- イスラエル料理

### 日本料理
- 御節料理
- 有職料理
- 精進料理
  - 普茶料理
- 本膳料理
- 懐石料理
- 会席料理
- 郷土料理
  - 卓袱料理
  - 沖縄料理
  - アイヌ料理
  - 奄美料理
  - 薩摩料理
  - 皿鉢料理
- ウイグル料理
- チベット料理
- 中華料理
  - 四川料理
  - 山東料理
  - 湖南料理
  - 江蘇料理
  - 浙江料理
  - 安徽料理
  - 福建料理
  - 北京料理
  - 広東料理
  - 上海料理
  - 台湾料理
- モンゴル料理
- インド料理
  - パンジャブ料理
  - ムグライ料理（英語版）
  - 南インド料理
  - ベンガル料理（英語版）
- スリランカ料理
- モルディブ料理
- パキスタン料理
- バングラデシュ料理
- ウズベキスタン料理
- タジキスタン料理
- インドネシア料理
- ベトナム料理
- ラオス料理
- ミャンマー料理
- カンボジア料理
- マレーシア料理
- シンガポール料理
- フィリピン料理
- ネパール料理
- ブータン料理
- ブルネイ料理
- タイ料理
  - イーサーン料理
- 朝鮮料理
- 洋食

### ヨーロッパ
- 西洋料理
  - アルバニア料理
  - イタリア料理
  - スペイン料理
  - ポルトガル料理
  - バスク料理
  - カタルーニャ料理
  - フランス料理
  - ベルギー料理
  - ドイツ料理
  - スイス料理
  - オランダ料理
  - イギリス料理
  - アイルランド料理
  - アイスランド料理
  - スウェーデン料理
  - デンマーク料理
  - ノルウェー料理
  - フィンランド料理
  - オーストリア料理
  - チェコ料理
  - スロバキア料理
  - スロベニア料理
  - ポーランド料理
  - エストニア料理
  - ラトビア料理
  - リトアニア料理
  - ギリシア料理
  - クロアチア料理
  - ブルガリア料理
  - ルーマニア料理
  - ハンガリー料理
  - ウクライナ料理
  - ロシア料理

### 南北アメリカ
- メキシコ料理
- ブラジル料理
- コスタリカ料理
- パナマ料理（英語版）
- コロンビア料理
- ボリビア料理
- ペルー料理
- アルゼンチン料理
- アメリカ料理
  - ケイジャン料理
  - クレオール料理
  - テクス・メクス料理
  - ソウルフード（アフリカ系アメリカ人の料理)
  - ハワイ料理
  - プエルトリコ料理（英語版）
- カナダ料理
  - アカディア料理
- キューバ料理
- ハイチ料理
- ジャマイカ料理

### 太平洋・オセアニア
- オーストラリア料理
- ニュージーランド料理
- ハワイ料理
- ミクロネシア料理
- ポリネシア料理

### アフリカ
- モロッコ料理
- エジプト料理
- チュニジア料理
- アルジェリア料理
- マリ料理
- ブルキナファソ料理
- トーゴ料理
- ベナン料理
- ガンビア料理
- マダガスカル料理
- エスワティニ料理
- スーダン料理
- チャド料理
- エチオピア料理
- 南アフリカ料理
- ジブチ料理
- ソマリ料理

## 料理（調理）の競技
- ボキューズ・ドール - 2年毎（奇数年）の1月にフランス・リヨンで開催される世界最高峰の料理コンクール。
- 世界料理オリンピック - 4年に一度、ドイツで行われる料理コンテスト。
- 中国料理世界大会 - 中華料理の世界大会。
- 料理の鉄人 - 料理人同士の対決を前面に打ち出したテレビ番組。米国などでも放送された。架空の団体「美食アカデミー」が主催しているという設定。
- CHEF-1グランプリ - 2021年から毎年開催される若手料理人のコンテスト。